# Viking 2
La missió Viking 2 formava part del programa Viking nord-americà a Mart, i consistia en un orbitador i un aterratge essencialment idèntics al de la missió Viking 1. Viking 2 va estar operatiu a Mart durant 1281 sols (1.316 dies; 3 anys, 221 dies). L'aterratge Viking 2 va funcionar a la superfície durant 1.316 dies, o 1.281 sols, i es va apagar el 12 d'abril de 1980, quan les seves bateries van fallar. L'orbitador va funcionar fins al 25 de juliol de 1978, retornant gairebé 16.000 imatges en 706 òrbites al voltant de Mart.

## Perfil de la missió
La nau es va llançar el 9 de setembre de 1975. Després del llançament amb un vehicle de llançament Titan/Centaur i un creuer de 333 dies a Mart, el Viking 2 Orbiter va començar a retornar imatges globals de Mart abans de la inserció de l'òrbita. L'òrbita es va inserir en una òrbita de Mart de 1.500 x 33.000 km i 24,6 h el 7 d'agost de 1976 i es va ajustar a una òrbita de certificació del lloc de 27,3 h amb una periapsis de 1.499 km i una inclinació de 55,2 graus el 9 d'agost va fer fotografies dels llocs d'aterratge candidats, que es van utilitzar per seleccionar el lloc d'aterratge final.

## Resultats de la missió Viking 2

###### Anàlisi del sòl del lloc d'aterratge
La regolita, conegut sovint com "sòl", s'assemblava als produïts a partir de la meteorització de les laves basàltiques. El sòl provat contenia abundant silici i ferro, juntament amb quantitats importants de magnesi, alumini, sofre, calci i titani. Es van detectar oligoelements, estronci i ittri.
La quantitat de potassi era una cinquena part de la mitjana de l'escorça terrestre. Algunes substàncies químiques del sòl contenien sofre i clor que eren com els que quedaven després de l'evaporació de l'aigua de mar. El sofre estava més concentrat a l'escorça de la part superior del sòl que al sòl a granel de sota.
El sofre pot estar present com a sulfats de sodi, magnesi, calci o ferro. També és possible un sulfur de ferro. El rover Spirit i el rover Opportunity van trobar sulfats a Mart.
Es van trobar minerals productes meteorològics típics de les roques ígnies màfiques. Totes les mostres escalfades al cromatògraf de gasos-espectròmetre de masses (GCMS) van donar aigua.
Tanmateix, la manera com es van manipular les mostres va prohibir una mesura exacta de la quantitat d'aigua. Però, va ser al voltant de l'1%.Els estudis amb imants a bord dels aterradors van indicar que el sòl té entre un 3 i un 7 per cent de materials magnètics en pes. Els productes químics magnètics podrien ser magnetita i maghemita, que podrien provenir de la meteorització de la roca basàltica. Els experiments posteriors realitzats pel rover Mars Spirit (aterrat el 2004) suggereixen que la magnetita podria explicar la naturalesa magnètica de la pols i el sòl a Mart.

## Inicis
El 1968 es va projectar la missió Viking a Mart. Les dues sondes bessones 1 i 2 es dividien cadascuna en una que es quedà en òrbita i una altra que aterrà. Aquesta última descenderia a la superfície marciana per realitzar diversos experiments entre els quals destacaven tres experiments biològics (inicialment eren quatre, però van ser reduïts a tres). La finestra de llançament triada va ser la de 1973, però un retall pressupostari va impedir el seu llançament, que es va posposar fins al 1975.
El nom inicial de la missió era Voyager (viatger) però es va creure que era millor reservar-lo a les sondes que viatjarien alguns anys després pel sistema solar exterior. Es va triar el nom Viking (viking) en record de Leif Erikson que va arribar cap a l'any 1000 a les costes canadenques.
El projecte va ser molt car i en uns temps en què el pressupost de la NASA era més ampli degut al Programa Apol·lo. Va costar 3.500 milions de dòlars dels antics, involucrant a 10.000 persones.

## Mapa de Mart
El següent mapa d'imatge del planeta Mart conté enllaços interns a característiques geogràfiques destacant les ubicacions de Rovers i mòduls de descens. Feu clic en les característiques i us enllaçarà a les pàgines dels articles corresponents. El nord està a la part superior; les elevacions: vermell (més alt), groc (zero), blau (més baix).